# Saint-Barthélemy (Svizzera)
Saint-Barthélemy (toponimo francese, già Goumoens-le-Châtel o Saint-Barthélemy-Bretigny) è un comune svizzero di 778 abitanti del Canton Vaud, nel distretto del Gros-de-Vaud.

## Storia

### Simboli
Lo stemma è stato adottato nel 1921. La partizione, l'argento e il rosso sono ripresi dallo stemma dell'abbazia cluniacense di Romainmôtier (partito, d'argento, alla chiave di rosso, in palo, e di rosso, alla spada alta d'argento) da cui la cappella di Saint-Barthélemy dipendeva fin dall'XI secolo; gli smalti richiamano anche il blasone della famiglia Goumoëns, originaria di Goumoens-le-Châtel (d'argento, alla croce di rosso, caricata di cinque conchiglie d'oro) che dimorava nel castello locale.

## Monumenti e luoghi d'interesse

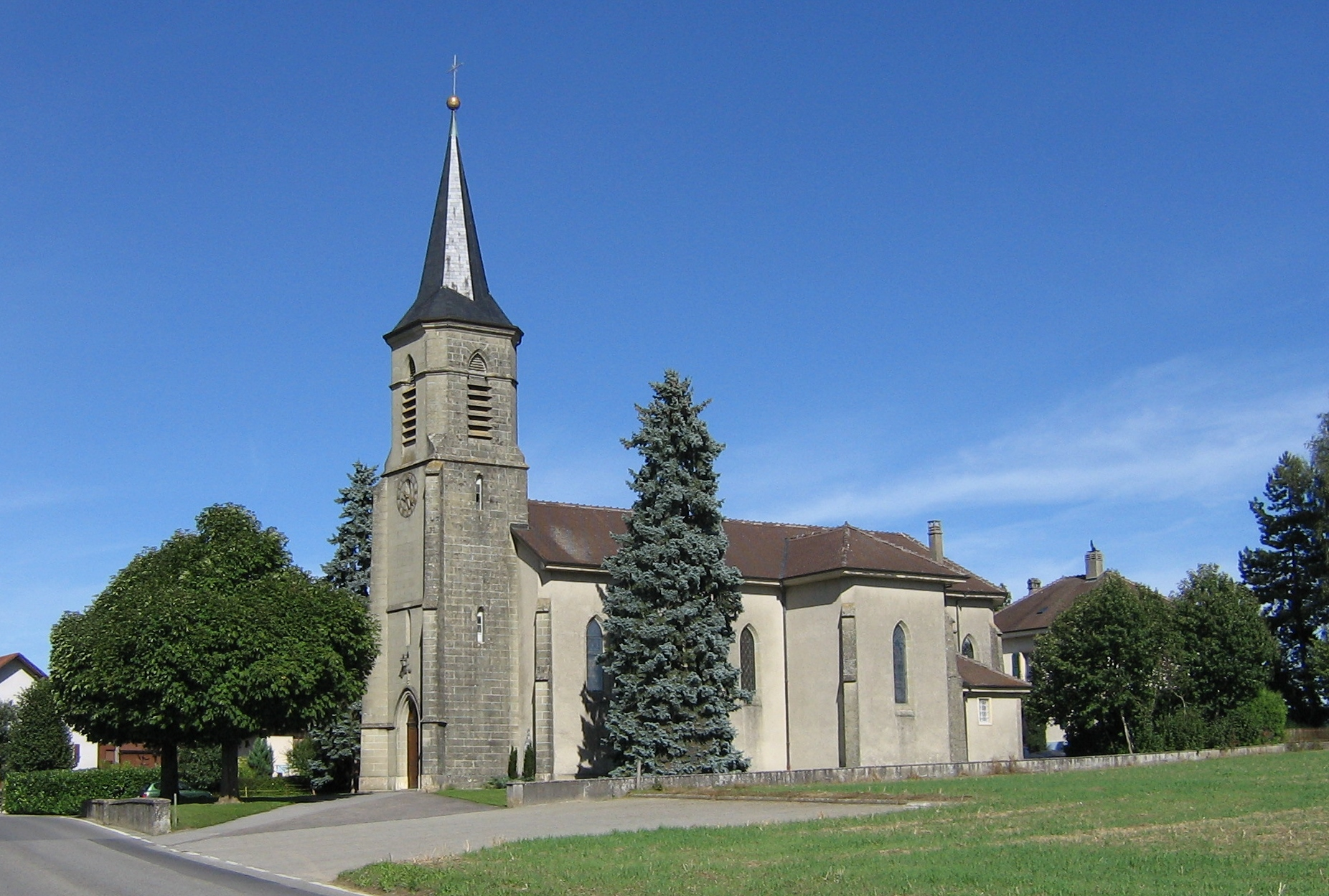
La chiesa di San Francesco Saverio

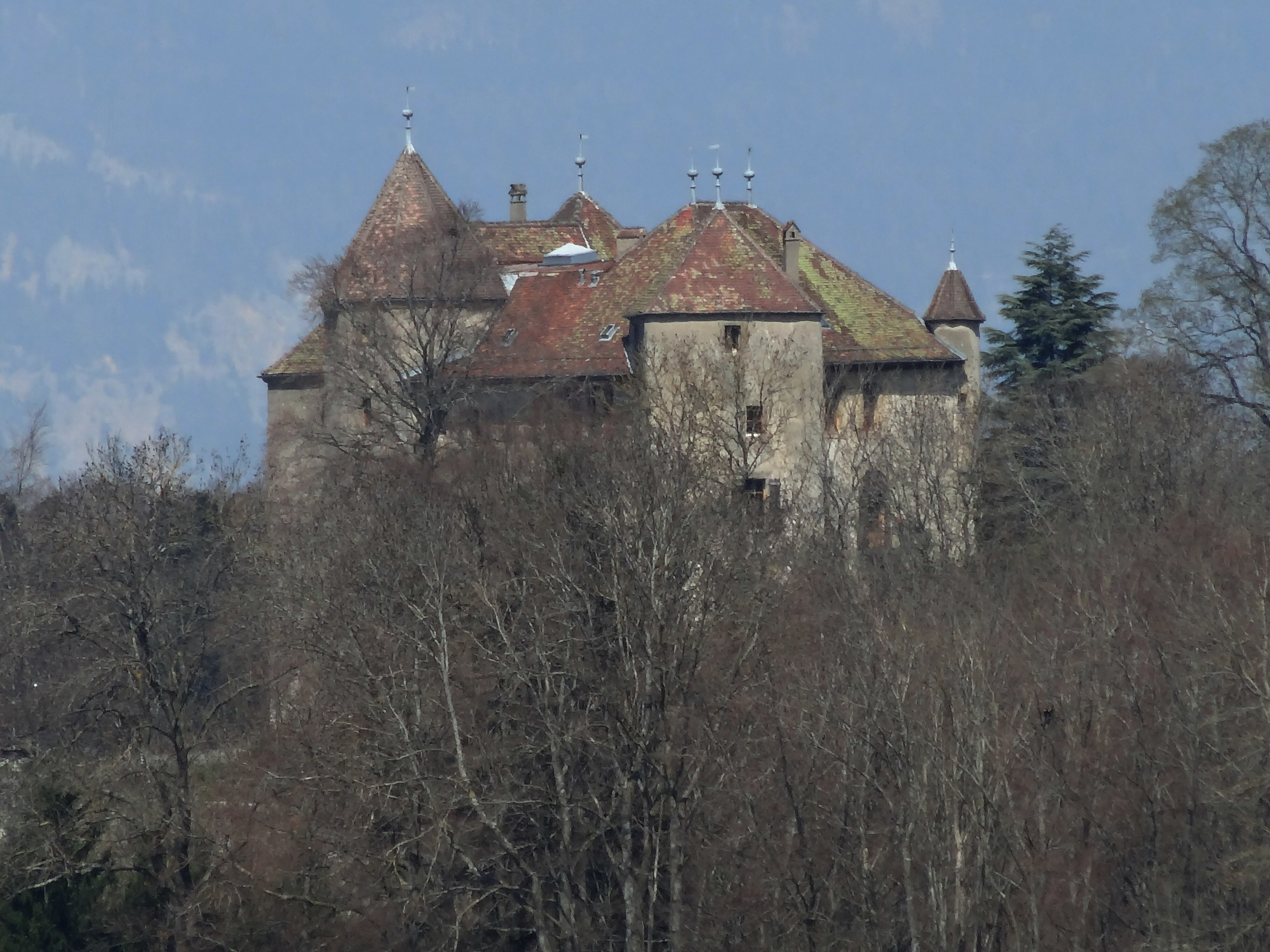
Il castello di Saint-Barthélemy

- Chiesa cattolica di San Francesco Saverio, eretta nel 1801 e ricostruita nel 1863[1];
- Castello di Saint-Barthélemy, eretto nel XIII secolo[1].

## Società

### Evoluzione demografica
L'evoluzione demografica è riportata nella seguente tabella:
Abitanti censiti

## Amministrazione
Ogni famiglia originaria del luogo fa parte del cosiddetto comune patriziale e ha la responsabilità della manutenzione di ogni bene ricadente all'interno dei confini del comune.